# Libáň
Libáň (deutsch Liban) ist eine Stadt in Tschechien. Die landwirtschaftlich-industriell geprägte Siedlung liegt im südlichen Teil des Okres Jičín 15 km südwestlich von Jičín.

## Geschichte

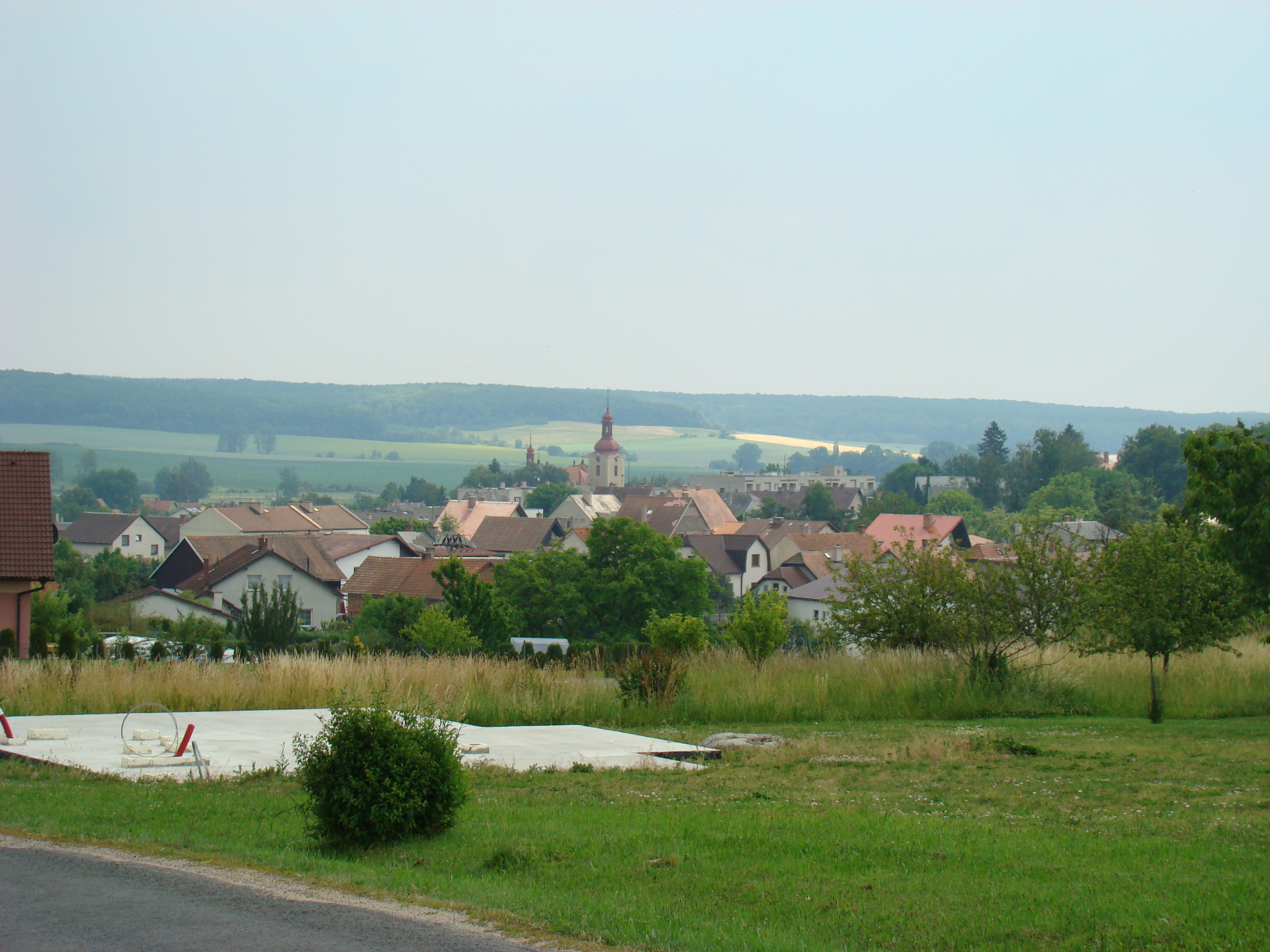
Ortsansicht

In den historischen Verzeichnissen aus dem 14. Jahrhundert wird der Ort noch als Lubaň und später Ljuban bezeichnet. Allerdings dürfte der Ort, nach gefundenen Ausgrabungen, bereits zur Zeit der jüngeren Steinzeit, der Bronzezeit, aber auch zur Zeit der römischen Herrschaft bewohnt gewesen sein. Zur Stadt erhoben wurde Libáň 1340. Ihre Geschichte ist mit der Geschichte des Renaissanceschlosses Staré Hrady verbunden, dessen Eigentümern auch die Stadt gehörte. Einen bedeutenden Aufschwung erreichte Libáň unter Georg Proskowski von Proskau. Dieser Adelige erreichte bei Kaiser Maximilian II. 1574 die Wiedereinberufung zur Stadt und die gleichzeitige Aushändigung eines Wappens. In den letzten zwei Jahrhunderten wandelte sich der Ort zur Industriestadt. 1870 wurde eine Zuckerfabrik eröffnet, später kamen die Tabakwarenindustrie und Möbelfabriken hinzu.

## Stadtgliederung
Zu Libáň gehören die Ortschaften Psinice (Psinitz), Křešice (Kreschitz), Zliv (Sliw) und Kozodírky (Kosadirek).

## Sehenswürdigkeiten
- Frühgotische Kirche, Fundort des Heiligen Schlüssels aus der zweiten Hälfte des 13. Jahrhunderts in Zliv
- St.-Georgs-Kirche aus dem 14. Jahrhundert in Psinice
- Heiliggeistkirche im Barockstil
- Baumdenkmal Libáňská borovička (Kiefer)
- Baumdenkmal Libáňská lípa (Linde)
- Jan-Hus-Denkmal
- Denkmal für Karel Havlíček Borovský

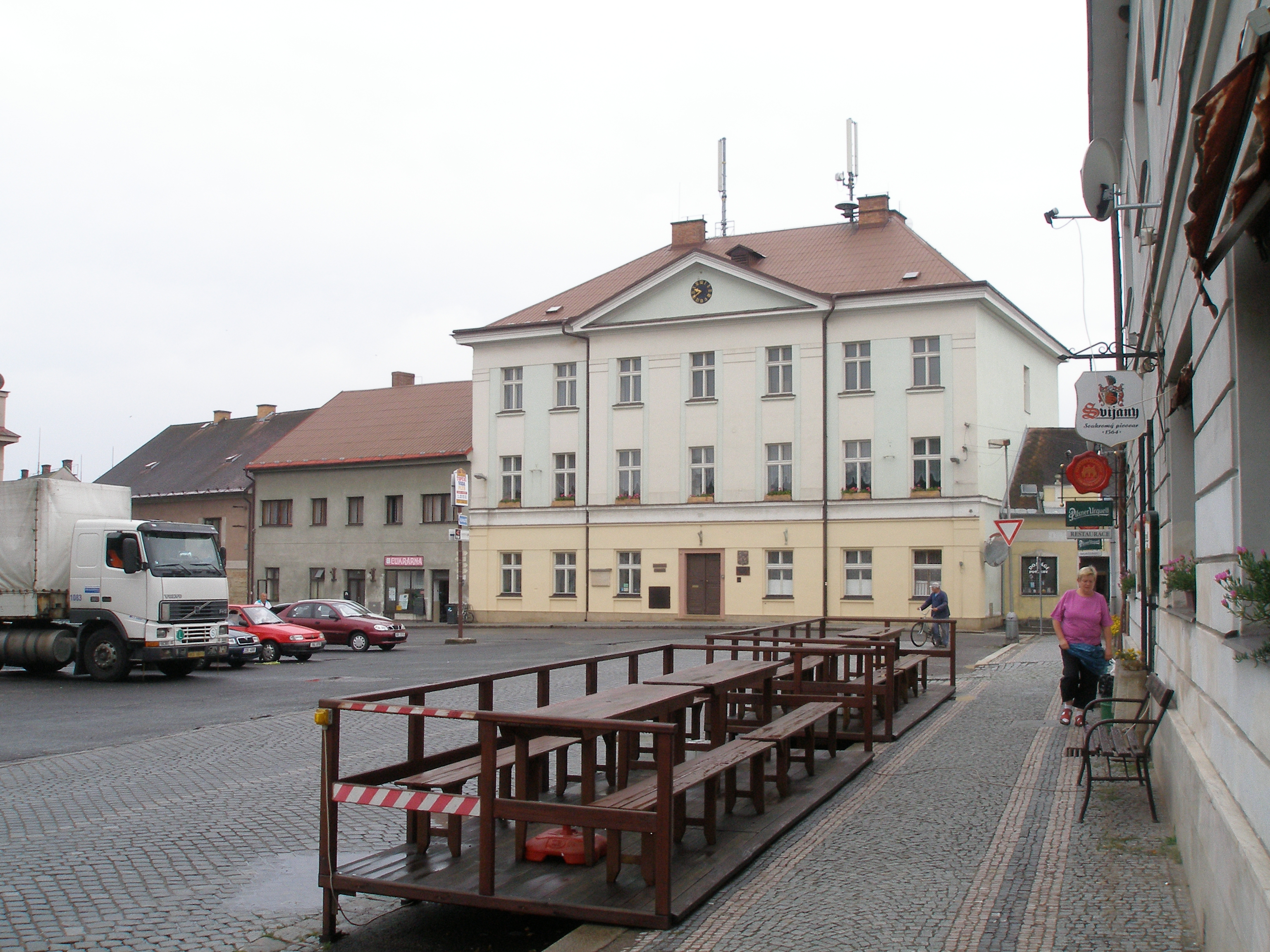
Libáň – Rathaus
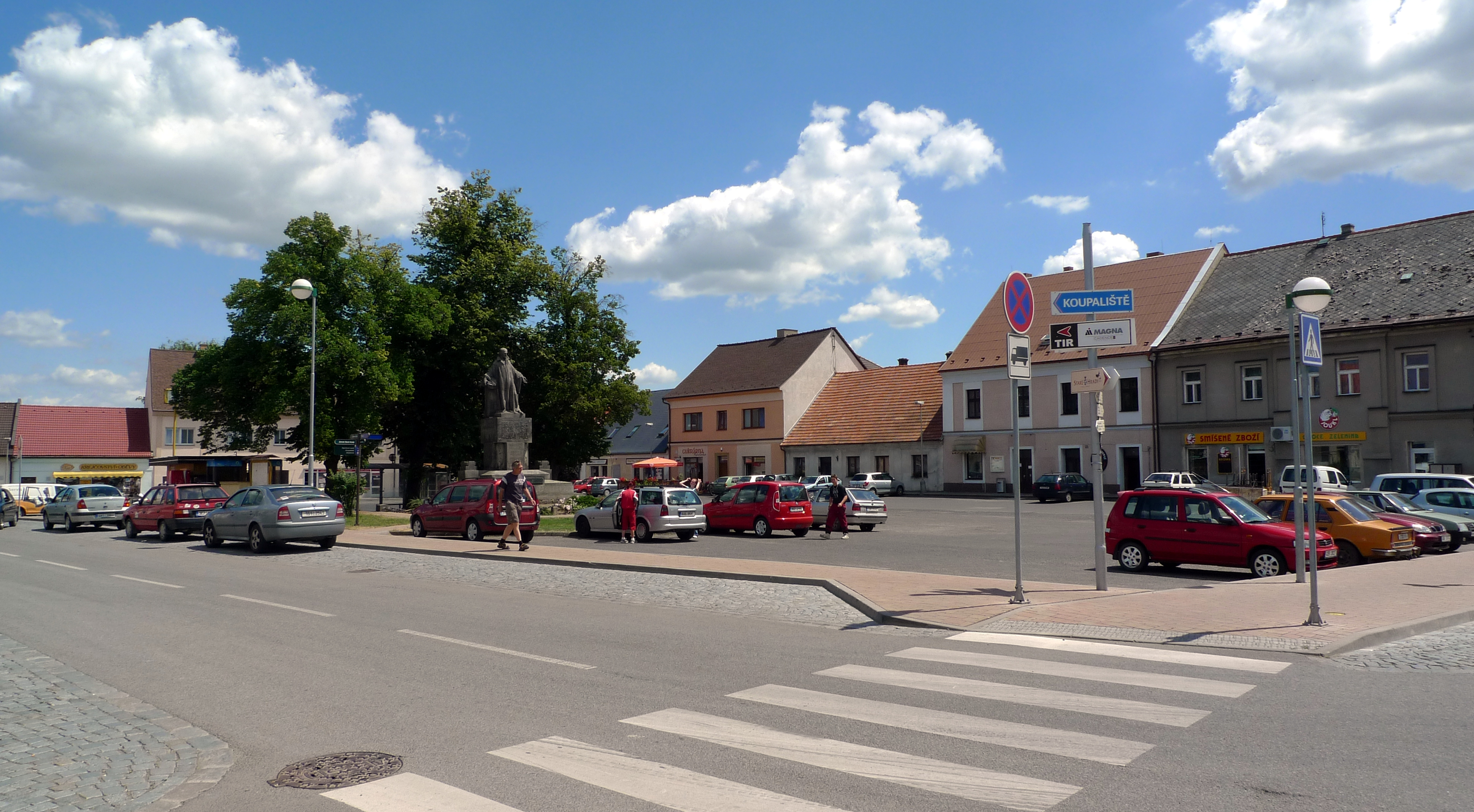
Libáň
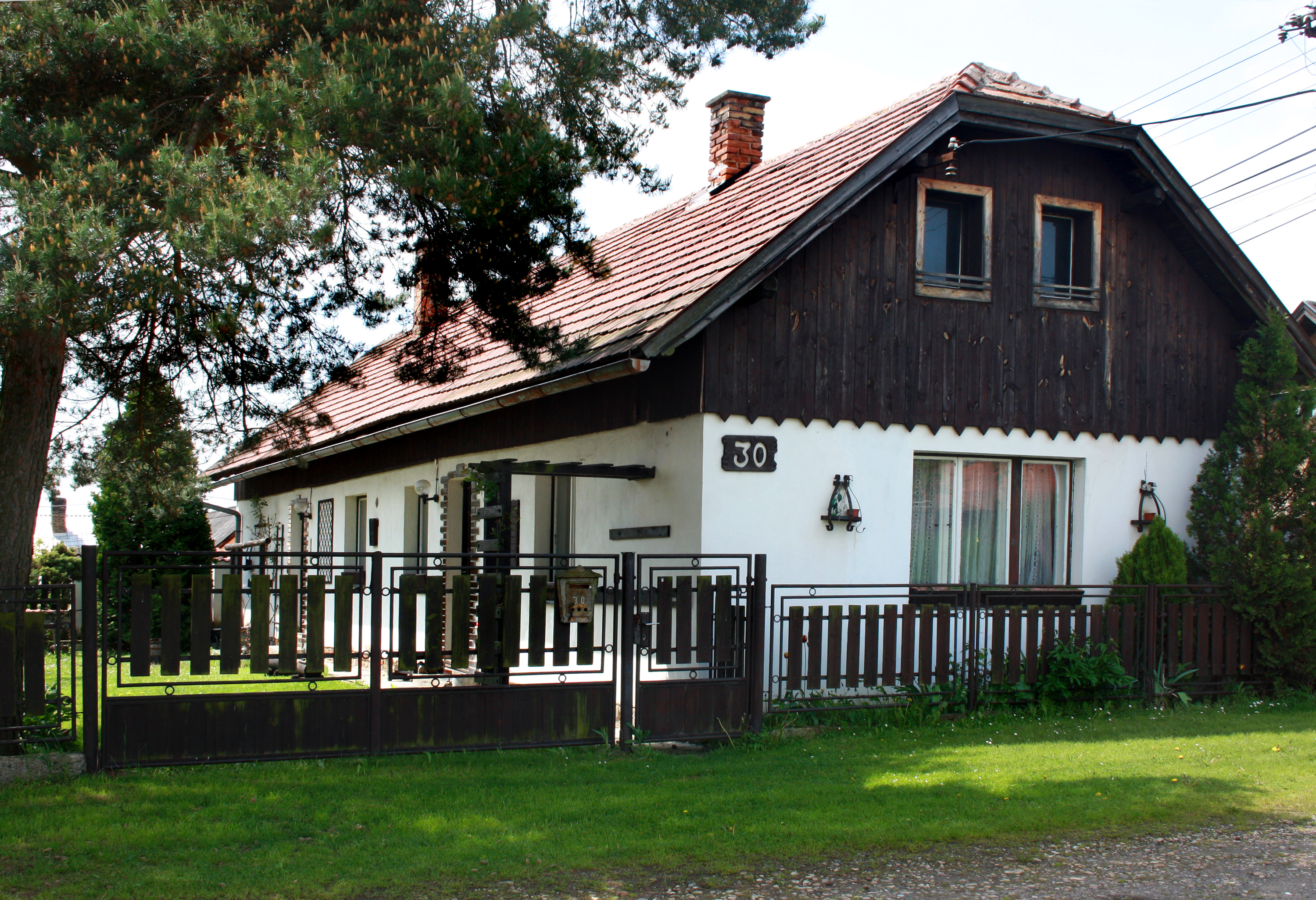
Ortsteil Křešice

## Persönlichkeiten
- Leo František Saska (1832–1870), Altphilologe und Pädagoge, in Liban geboren